# Pietro Ottoboni (Kardinal)

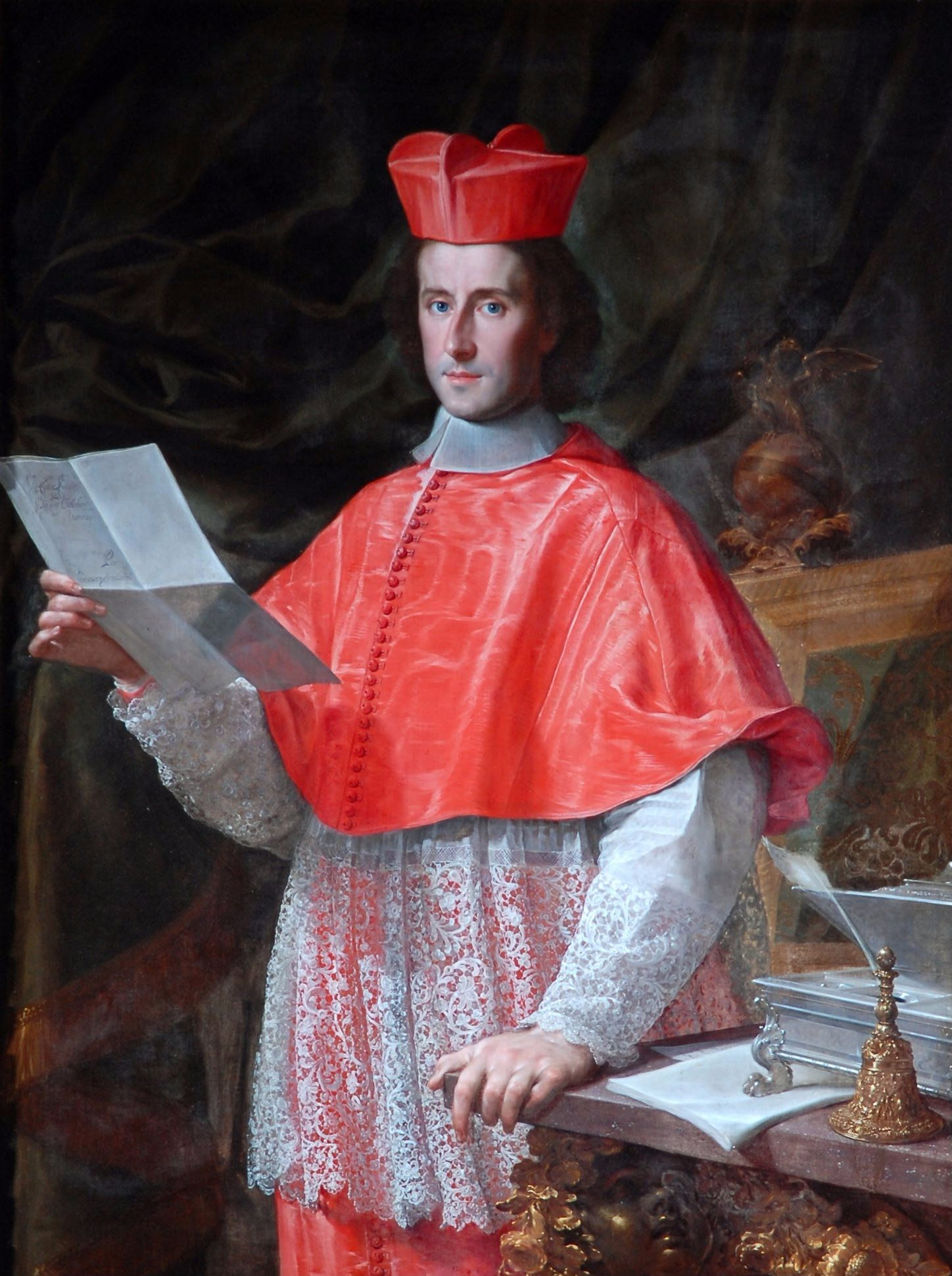
Pietro Ottoboni als junger Kardinal (Gemälde von Francesco Trevisani, ca. 1689)

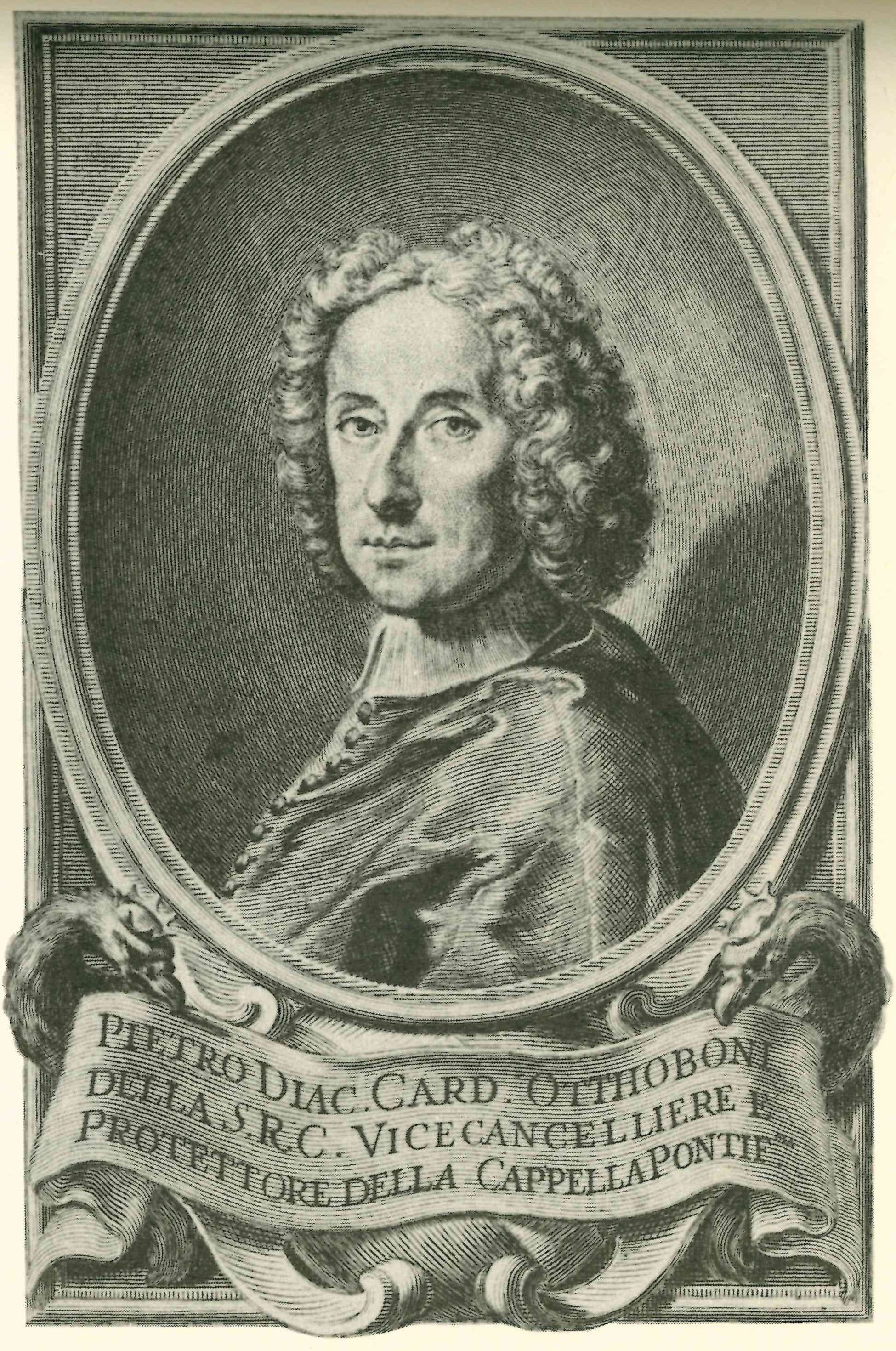
Pietro Ottoboni (Stich von Francesco Trevisani, 1711)

Kardinalswappen

Pietro Ottoboni (* 2. Juli 1667 in Venedig; † 28. Februar 1740 in Rom) war ein italienischer Kardinal, Mäzen und Librettist. Er gilt als der letzte Kardinalnepot.

## Leben
Ottoboni war ein Großneffe des gleichnamigen Kardinals, der 1689 als Alexander VIII. zum Papst gewählt wurde. Dieser ließ ihm eine umfassende Erziehung angedeihen, die Ottobonis Interesse an Literatur, Kunst und Musik weckte. Bereits im Alter von 22 Jahren wurde er von seinem Großonkel zum Kardinal ernannt.
Neben seinen vielfältigen Aufgaben im Dienst der Kirche (u. a. 1689 Kardinaldiakon und später 1724 Kardinalpriester der Kirche San Lorenzo in Damaso, worauf er noch 1724 Diakonenweihe und Priesterweihe empfing, sodann bereits seit 1702 Erzpriester der Patriarchalbasilika Santa Maria Maggiore und ab 1730 der Erzbasilika San Giovanni in Laterano, weiter Kardinalbischof der suburbikarischen Diözesen von Sabina (1725) – worauf seine Bischofsweihe folgte – dann von Frascati (1730), Porto-Santa Rufina (1734) und schließlich von Ostia und Velletri (1738), zudem Generalsuperintendent des Kirchenstaates, Vizekanzler der Heiligen Kirche, seit 1726 Sekretär der Höchsten Kongregation der römischen und allgemeinen Inquisition und zuletzt ab 1738 Dekan des Kardinalskollegiums) machte sich Ottoboni besonders als Förderer von Literatur, Musik und Kunst, als Bücher-, Gemälde- und Münzsammler sowie als Librettist einen Namen. Er protegierte die beiden Maler Francesco Trevisani und Sebastiano Conca, und in seiner Hauskapelle musizierten die bedeutendsten Musiker Roms, darunter Arcangelo Corelli, Bernardo Pasquini, Giovanni Porta, Alessandro Scarlatti und Domenico Scarlatti sowie Georg Friedrich Händel. Mindestens sechs seiner Libretti wurden von Alessandro Scarlatti vertont; die Uraufführungen fanden meist in Ottobonis eigenem Theater im Palazzo della Cancelleria statt.
Die Oper Il Colombo ovvero l’India scoperta, zu der Ottoboni (mindestens) das Libretto verfasst hatte und die er im Januar 1691 im römischen Teatro Tor di Nona in einer extravaganten Inszenierung aufführen ließ, war ein furchtbarer Misserfolg und Opfer von Kritiken und zahlreichen „Pasquinaden“. Allein der berühmte Kastrat Cortona wurde bejubelt, und zu allem Überfluss brach die Pest aus und alle Sänger mussten Rom nach wenigen Aufführungen verlassen.
Ottoboni wurde von diversen Autoren, darunter Montesquieu, ein unmoralischer Lebenswandel mit zahlreichen Mätressen und unehelichen Kindern nachgesagt. Als er 1740 starb, beschrieb ihn Charles de Brosses als « Sans mœurs, sans crédit, débauché, ruiné, amateur des arts, grand musicien » (deutsch: „ohne Sitten, ohne Kredit, verderbt, ruiniert, Liebhaber der Künste, großer Musiker“).

## Libretti (Auswahl)
- Statira (1690), vertont von Alessandro Scarlatti
- Colombo ossia L’India scoperta (1691/92), vertont wahrscheinlich von Ottoboni selbst
- Cantata dell’Assunta (1694), vertont von Alessandro Scarlatti
- Giuditta (vittoriosa) (Oratorium, 1695), vertont von Alessandro Scarlatti
- La pastorella (Puppenspiel, 1705), vertont von Alessandro Scarlatti
- San Filippo Neri (Oratorium, 1705), vertont von Alessandro Scarlatti
- Il trionfo della Castità (1705), vertont von Antonio Caldara
- Il trionfo della Vergine SS. (Oratorium, 1706), vertont von Alessandro Scarlatti
- Il martirio di Santa Cecilia (Oratorium, 1708), vertont von Alessandro Scarlatti